# ハードエッジ (ゲーム)
『ハードエッジ』は、1998年12月3日にサンソフト（サン電子）が発売したPlayStation用ゲームソフトである。

## ストーリー
西暦2046年某日の夜、大手軍事産業マシナリー・ギア社所有のトグサビルが、武装テロ集団によって占拠された。特殊部隊が人質救出とトグサビル奪還のために突入するが、武装組織の襲撃により、アレックス・バレットとミシェール・スティーブンソンの2人を除いて全滅してしまう。アレックスとミシェールは任務を完遂すべく、トグサビルの調査を開始する。

## 概要
『バイオハザード』タイプのアクションゲームだが、コマンド入力で多彩な技が出せるなどの要素がある。一部、プレイヤーの選択で展開が分岐することがあるが、基本的に一本道のストーリーである。エンディングは2種類存在し、終盤のあるイベントからラスボスのもとまで一定時間以内にたどり着いたか否かで判定される。英語によるキャラクターボイスもある。
ゲームをクリアすると隠しコスチューム（色替え）が解禁されるほか、特定のボスを特定のキャラクターで倒すことにより、隠し武器やコスチューム（こちらは本当に衣装が変わる）を入手できる。

## 登場人物

### 操作キャラクター
アレックス・バレット
本作の主人公。特殊部隊のメンバーで銃のエキスパート。クールな性格。格闘攻撃も行なえる。武器はアレックス専用のカスタムハンドガン「M727STカスタム」。弾速が早く威力が低い「AP弾」と、逆に弾速が遅く威力が高い「HESH弾」が使用可能。弾丸を消費するうえに敵を仰け反らせないため、接近戦で対応できる雑魚敵相手には格闘で挑むのが望ましい。彼のゴーグルには暗視ゴーグル機能も備わっている為、彼のみ暗所を探索できる。
隠し武器は「MG-FTR-C7 対戦車ライフル」。他のメンバーと違って装備しても服装が変わらない。
ミシェール・スティーブンソン
本作のヒロイン。アレックスと同じく特殊部隊のメンバーで、ナイフの使い手。男勝りな性格で男性口調だが、男物の下着を見て沈黙するといった一面もある。後半になるにつれて喋る機会が少なくなる。武器は高周波ブレードの「HFブレード」。攻略本の開発者インタビューによると、ナイフで戦うのは自分に合った武器であると同時に、幼い頃に事故に遭った際にナイフのおかげで助かったためであるという。
戦闘服は白のレオタードと青のボディスーツを合成したものとなっている。隠し武器は青龍刀を模したレーザーブレードの「青龍ブレード」で、装備するとミシェール自身も中東風の衣装に変わる。
レイチェル・ハワード
14歳の少女だが、トンファーの達人。武器は本人が最新技術と父への愛情でカスタムした「せっかんトンファー」…という事になっているが真っ赤な嘘で、実際は通信販売で購入した痴漢撃退用トンファー。トグサビルに人質として囚われている父を救うためにあえて誘拐され、潜入した。
実はレイチェル本人は2年前に死亡しており、現在の彼女はマシナリー・ギア社の最新技術で生み出されたアンドロイドであるが、人工脳には生前のレイチェルの記憶が移植されている。展開次第では終盤で機能停止（死亡）してしまう。
3rdカラーでは色のみならず服装も軽装に変わる。隠し武器は「白兵戦用ぼでぃ」で、装備すると胸元の開いた緑のジャケットとフリルの付いたミニスカートを纏い、レーザートンファーに持ち替え、攻撃方法が変わる。この容姿は敵の戦意喪失を促す為であるとの事。
バーンズ・バイフォード
少女誘拐事件を追ってトグサビルに潜入した、豪胆で気さくな性格の刑事。一般人ながら徒手空拳のみで戦う。素手だが武器名は「ベアナックル」（「生まれた時から装備されている万能兵器」とは本人の弁）。爆弾のエキスパートでもあり、解体も組み立てもお手の物である。
なお、バーンズとレイチェルでマップ内のオブジェクトを調べた場合は主観的に意見を述べる。これはアレックス達との性格や職業の違いを出す為である。
隠し武器は高威力で腕も伸びる「パワーグローブ」。装備するとナノマシンで肉体を強化するため、皮膚が青くなる。

### 敵役
カサンドラ・デュポン
ミゲイルに雇われた傭兵の1人で、武装組織の紅一点。ゲーム中に名前は出ない。眼鏡を掛けたスーツ姿の美女だが、戦闘時になると悪魔的なボンデージを身に纏い、テレポートで相手を翻弄する。その正体はサイボーグである。レイチェルで倒すと次の周から白兵戦用ぼでぃが使用可能になる。但し、ストーリーの展開上、カサンドラ戦は戦闘前に選んだキャラ一人だけで戦わなければならない。
ガッシュ・ヘイワース
傭兵の1人で、バーンズとは因縁がある国際指名手配犯の爆弾魔。一度はアレックス（あるいはミシェール）たちを罠にはめ、さらには爆弾も仕掛けるがバーンズらに敗北し、爆弾は解体される。ストーリー中は二度戦い、二度目は「ガッシュロボ」と化して襲い掛かってくる。但し、一度目をバーンズで倒すとその場で死亡する為にガッシュロボは出現しない。ガッシュロボをバーンズで倒すと次の周からパワーグローブが使用可能になる。しかし、ガッシュロボと戦うとグッドエンディング到達の難易度が上昇する。
ブレナム・アークレイ
傭兵の1人で、手から伸びる刃物を用いて獲物を切り刻むことを悦びとする。トグサビルの地下にある生物兵器研究施設には、量産型が存在する。ミシェールで倒すと次の周から青龍ブレードが使用可能になる。
ヴォルト・マーベリック
マシナリー・ギア社生体兵器開発部門元主任。研究中の事故で植物人間と化した際に脳細胞をコンピュータに直結し、精神を電子体に変えた。ミゲイルを出し抜くためにアレックスらに取引を持ちかけるが、決裂してミシェールを人質に取って脅迫するも、データ内にアクセスしたレイチェルに倒される。しかしバッドエンディングでは消滅していなかった事が判明し、ガーランドシステムを乗っ取り、攻撃衛星で街を丸ごと消し去ってしまう。
ミゲイル・クロウフット
武装組織を嗾けて今回のテロを起こした張本人。元はマシナリー・ギア社の生物兵器開発部門の研究員だったが、ケビン博士が開発したガーランドシステムによって世界征服を目論む。本作のラストボスで、戦闘時には真の姿と豪語する「スーパーミゲイル」に変異する。アレックスで倒すと次の周から「MG-FTR-C7 対戦車ライフル」が使用可能になる。

### その他
ケビン・ハワード
レイチェルの父。若くしてマシナリー・ギア社の宇宙開発部門でトップにいる。かつてはサイバネティックス分野において、記憶を移植できる人工脳を開発するが、兵器への転用を嫌い、事故で亡くした愛娘のレイチェルの蘇生にのみ使用していた。
今回の事件では人質として捕らえられ、ひそかに救難信号を送っていた。だが、ミゲイルの銃弾により致命傷を負い、医務室に運ばれて息を引き取る。
キング
トグサビルの26Fバーのマスター。モヒカンにサングラスという風貌だが、実は臆病者。エンディングではグッドエンドの場合は出番は無いが、バッドエンドの場合のみアレックス達と共にビルを脱出する。